# Kutas
Kutas é um município da Hungria, situado no condado de Somogy. Tem 36,55 km² de área e sua população em 2019 foi estimada em 1.458 habitantes.